# Chimbarongo
Chimbarongo est une ville et une commune du Chili faisant partie de la province de Colchagua, elle-même rattachée à la région O'Higgins. En 2012, sa population s'élevait à 35 664 habitants. La superficie de la commune est de 498 km2 (densité de 72 hab./km2),.
La commune est créée en 1894. Elle est délimitée au nord par le rio Tinguiririca qui se jette dans le lac Rapel et au sud par le lac de barrage Convento Viejo d'une superficie de 30 km2 et d'une capacité de 237 millions m3. Chimbarongo est principalement un centre agricole producteur de vins et de fruits. Elle est également connue sur le plan national pour son artisanat d'objets en osier. La ville se trouve à environ 155 kilomètres au sud-ouest de la capitale Santiago et 44 kilomètres au sud de San Fernando capitale de la Province de Colchagua.

Position de Chimbarongo (en rouge) au sein de la Province de Colchagua.

## Personnalités
- María de la Cruz (1912-1995), femme politique, y est née.